# Seth Putnam
Seth Edward Putnam (ur. 15 maja 1968 w Massachusetts, zm. 11 czerwca 2011) – amerykański muzyk, założyciel noise/grindcorowej kapeli Anal Cunt, która zasłynęła z szokujących i prowokujących tekstów oraz tytułów piosenek. Seth miał wiele pobocznych projektów muzycznych oraz często udzielał się gościnnie na albumach innych zespołów, między innymi na The Great Southern Trendkill zespołu Pantera.

## Życiorys
Putnam urodził się 15 maja 1968 roku w Massachusetts. Jego rodzice, Edward R. Putnam i Barbara Ann Donohue byli rozwiedzeni. Seth miał dwie żony. Z pierwszą, Alison, związany był od grudnia 1998 do czerwca 2001, a z drugą, Julie, od 2008 do 2011. W latach 80. Putnam grał na gitarze basowej w thrash metalowym zespole Executioner.

### Przedawkowanie leków nasennych i śpiączka Putnama
12 grudnia 2004 Putnam był leczony po zażyciu dwumiesięcznej dawki leków nasennych. Seth od bardzo długiego czasu miewał stany depresyjne i myśli samobójcze, dlatego też kupił gram heroiny, wynajął pokój w hotelu i udał się do niego, by skończyć ze swoim życiem. W ostatniej chwili Putnam zrozumiał, że nie chce umierać i nie zażył heroiny, jednak po całym przeżyciu nie mógł spać, w wyniku czego zażył dwumiesięczną dawkę leków nasennych, która wprowadziła go w śpiączkę.
Album zespołu Anal Cunt I Like it When You Die z roku 1997 zawierał piosenkę You’re in a Coma. Podczas jednego wywiadu Seth wyraził opinię na temat tej ironii losu. Powiedział, że „śpiączka jest tak samo głupia jak pisałem o niej w piosence”.

### Sprzeczka z Chrisem Barnesem
Podczas koncertu zespołu Six Feet Under, Seth zaczął drażnić wokalistę Chrisa Barnesa, co doprowadziło do kłótni. Incydent skończył się tym, że ekipa Six Feet Under zaatakowała Setha podczas gdy sam Chris uciekł do autobusu. Putnam nagrał później piosenkę na album It Just Gets Worse z roku 1999, pod tytułem Chris Barnes is a Pussy. Pomimo wszystko, Seth twierdził, że utwór Murdered in a Basement był jego ulubioną piosenką zespołu Six Feet Under.

### Śmierć
11 czerwca 2011 roku Seth Putnam zmarł w wieku 43 lat na atak serca.

## Wybrana dyskografia
- Pantera – The Great Southern Trendkill (1996, gościnnie)[6]
- Thor – Triumphant (2003, gościnnie)[7]
- Anal Nosorog – Condom Of Hate (2007, gościnnie)[8]
- Arson Anthem – Arson Anthem (EP, 2008, gościnnie)[9]
- Post Mortem – Message from the Dead (2009, gościnnie)[10]